# Ametrodiplosis dulichii
Ametrodiplosis dulichii är en tvåvingeart som först beskrevs av Ephraim Porter Felt 1912.  Ametrodiplosis dulichii ingår i släktet Ametrodiplosis och familjen gallmyggor. Inga underarter finns listade i Catalogue of Life.